# Fußball-Weltmeisterschaft 2006/Statistik
Dieser Artikel gibt einen Überblick über die Rekorde und Statistiken zur Fußball-Weltmeisterschaft 2006.

## Allgemein
- Deutschland stellte durch seine 4. Teilnahme am Eröffnungsspiel nach 1938 (inoffiziell), 1978 und 1994 den Rekord von Mexiko ein. Dieser wurde dann 2010 von Mexiko wieder auf 5 Spiele ausgebaut.
- Das Eröffnungsspiel war das zweittorreichste nach dem 7:1 von Italien gegen die USA 1934, das damals allerdings nur das erste Spiel des Turniers ohne offizielle Eröffnung war.
- Der jüngste Spieler war mit 17 Jahren der Engländer Theo Walcott, er kam aber nicht zum Einsatz. Der älteste war mit 40 der Torwart Ali Boumnijel aus Tunesien, er stand in allen drei Vorrundenspielen seiner Mannschaft im Tor, schied aber nach der Vorrunde aus.
- Das erste Tor der WM schoss Philipp Lahm in der sechsten Minute des Eröffnungsspiels Deutschland – Costa Rica.
- Das erste Eigentor köpfte Carlos Gamarra in der dritten Minute im Spiel England – Paraguay nach einem Freistoß von David Beckham; es war zudem das bislang früheste Eigentor in einem WM-Spiel.
- Das schnellste Tor schoss nach 67 Sekunden der Ghanaer Asamoah Gyan im Spiel gegen Tschechien.
- In den 64 Spielen fielen insgesamt 147 Tore. Dies ergibt einen Schnitt von 2,3 Toren pro Spiel. Nur bei der WM 1990 in Italien und der WM 2010 in Südafrika wurden weniger Tore pro Spiel erzielt (2,21 bzw. 2,27).
- Der erste Elfmeter wurde im Spiel Spanien – Ukraine gepfiffen. David Villa verwandelte zum 3:0 für Spanien.
- Der im Achtelfinalspiel Italien – Australien gegebene Elfmeter war der erste spielentscheidende Elfmeter in einem WM-Spiel in der Nachspielzeit der 90. Minute, frühere Elfmeter in der 90. Minute hatten keinen direkten Einfluss auf den Spielausgang oder das Fortkommen im Turnier.
- Die erste Gelb-Rote Karte sah Avery John aus Trinidad und Tobago in der 46. Minute des Spiels gegen Schweden.
- Wladyslaw Waschtschuks (Ukraine) Platzverweis im Spiel gegen Spanien war die erste Rote Karte des Turniers.
- Die meisten Feldverweise (vier) gab es im Spiel Portugal gegen Niederlande, was gleichzeitig einen Rekord in der WM-Geschichte darstellt. Die Portugiesen Costinha und Deco sowie die Niederländer Boulahrouz und van Bronckhorst wurden in dieser Achtelfinal-Partie mit Gelb-Roten Karten vorzeitig vom Feld geschickt. Zudem wurde der Negativrekord aus dem Spiel Deutschland – Kamerun bei der WM 2002 eingestellt, in dem es ebenfalls 16 Gelbe Karten gab, davon 2 Gelb-Rote.
- Im Spiel Kroatien – Australien wurde der Kroate Josip Šimunić nach der zweiten Gelben Karte versehentlich nicht vom Feld gestellt, dies erfolgte erst nach der späteren dritten Gelben Karte.
- Der erste Spieler, der nach dem Spielende eine Rote Karte bekam, war der argentinische Ersatzspieler Leandro Cufré, er erhielt diese im Viertelfinale Deutschland – Argentinien nach dem Ende des Elfmeterschießens.
- Der erste Trainer, der auf die Tribüne verbannt wurde, war Ratomir Dujković, der Trainer Ghanas wurde in der Halbzeitpause des Spiels Brasilien – Ghana wegen seiner Proteste gegen das 2:0 Brasiliens aus dem Innenraum verwiesen.
- Die fairsten Mannschaften in der Vorrunde waren die deutsche und die englische mit nur je vier Gelben Karten in drei Spielen. Die Unfairsten der Vorrunde waren die Spieler aus Tunesien mit zwölf Gelben Karten und einer Gelb-Roten und aus Serbien und Montenegro mit zehn Gelben, einer Gelb-Roten und einer Roten Karte.
- Das 2000. WM-Tor wurde im Spiel Schweden – England in der 51. Minute vom Schweden Marcus Allbäck erzielt.
- Das 100. Tor in dieser WM schoss der Italiener Marco Materazzi im Spiel gegen Tschechien.
- Mit seinem Tor gegen Ghana führt Ronaldo nun vor Gerd Müller (14 Tore) in der "ewigen" Torschützenliste mit 15 Toren. Gerd Müller benötigte allerdings für seine 14 Tore nur 2 WM-Teilnahmen.
- Zinédine Zidane ist nach Vavá, Pelé und Paul Breitner der vierte Spieler, der in zwei Finali ein Tor schoss, und zugleich der zweite Spieler nach Rigobert Song, der bei zwei WM-Turnieren eine Rote Karte erhielt.
- Das 0:1 von Miroslav Klose in der 4. Minute des Spiels Ecuador – Deutschland ist das zweitschnellste deutsche Tor der WM-Historie. Das schnellste deutsche WM-Tor erzielte der Schalker Rüdiger Abramczik im Spiel gegen die Niederlande 1978 in der 3. Minute.
- Erstmals schoss kein Spieler mehr als 2 Tore in einem Spiel bei einem WM-Turnier.
- Die serbisch-montenegrinische Mannschaft musste mit zehn Toren in der Vorrunde die meisten Gegentreffer hinnehmen.
- Mit nur vier Punkten zogen die mexikanische Mannschaft und die australische Mannschaft ins Achtelfinale ein, die punktgleiche südkoreanische Mannschaft dagegen nicht.
- Die ivorische Mannschaft schoss fünf Tore in der Vorrunde und doch zog sie nicht ins Achtelfinale ein. Den Mannschaften aus Frankreich, den Niederlanden und Schweden dagegen reichten jeweils nur 3 Tore für den Einzug.
- Das beste Torverhältnis ohne den Einzug ins Achtelfinale hatte die paraguayische Mannschaft von 2:2 (±0); mit demselben Torverhältnis von 5:5 (±0) konnte sich dagegen die australische Mannschaft den Einzug sichern.
- Mit jeweils acht Toren schossen sich die Mannschaften aus Argentinien, Deutschland und Spanien auf Platz 1 ihrer Vorrundengruppen; der Schweizer Mannschaft genügten dafür nur vier Tore. Kein einziges Tor schoss in der Vorrunde die Mannschaft aus Trinidad und Tobago.
- In den Vorrundengruppen A, C und H fielen die meisten Tore: jeweils 18; in der Gruppe B die wenigsten mit zehn Toren. Insgesamt wurden in der Vorrunde 117 Tore geschossen.
- Als einzige Mannschaft erhielt die Schweizer Mannschaft in der Vorrunde kein einziges Gegentor und schied in der K.-o.-Runde als erste Mannschaft bei einer WM aus, ohne ein Gegentor im Spiel kassiert zu haben.
- Mit dem Sieg über Schweden stellte die deutsche Auswahl im 777. Länderspiel einer DFB-Elf den bei der Fußball-Weltmeisterschaft 1970 in Mexiko aufgestellten, 36 Jahre alten DFB-Rekord von vier Siegen in Folge bei einer Fußball-Weltmeisterschaft ein und überbot ihn durch den Sieg im Viertelfinale gegen Argentinien.
- Mit dem Sieg gegen Kroatien stellte Brasilien den von Frankreich gehaltenen Rekord von 8 siegreichen Spielen in Folge ein und steigerte ihn durch Siege gegen Australien, Japan und Ghana auf 11 Siege in Folge. Die Serie endete im Viertelfinale durch die Niederlage gegen Frankreich.
- Luiz Felipe Scolari stellte als Trainer von Portugal einen neuen Rekord auf: In 12 WM-Spielen (7 mit Brasilien, 5 mit Portugal) in Folge war er ungeschlagen, die Serie endete im Halbfinale durch die Niederlage gegen Frankreich.
- Durch das 1:1 gegen die USA zog Italien zunächst mit Deutschland bei den meisten Remis-Spielen gleich. Beide hatten zu dem Zeitpunkt 18 Mal unentschieden gespielt, inklusive der Spiele, die im Elfmeterschießen entschieden wurden. Durch das Spiel gegen Argentinien erhöhte Deutschland dann auf 19 Remis. (In manchen Statistiken werden diese Spiele allerdings als Sieg gewertet.)
- Fabien Barthez stellte im Halbfinale gegen Portugal den Rekord von Peter Shilton ein und war damit auch 10 WM-Spiele ohne Gegentor.
- Die erste Verlängerung der Fußball-Weltmeisterschaft 2006 spielten die Mannschaften aus Argentinien und Mexiko. Argentinien konnte sich hierbei durch ein Tor von Maxi Rodríguez in der 98. Minute durchsetzen.
- Das erste Elfmeterschießen bei dieser WM fand im Achtelfinalspiel Schweiz – Ukraine statt, dieses gewann die Ukraine mit 3:0. Damit ist die Schweiz das erste Team, das bei einer Weltmeisterschaft in einem Elfmeterschießen kein Tor erzielte.
- Argentinien und Deutschland stellten im Viertelfinale einen neuen Rekord im Elfmeterschießen auf. Es war für beide das vierte Elfmeterschießen in der WM-Geschichte. Durch den Sieg Deutschlands ist die deutsche Mannschaft nun alleiniger Rekordhalter mit vier Siegen in vier Elfmeterschießen. Auch Argentinien hatte bisher alle drei ausgetragenen Elfmeterschießen gewonnen.
- England stellte im Viertelfinale gegen Portugal den Negativrekord von Italien ein und verlor sein drittes von drei Elfmeterschießen bei Weltmeisterschaften.
- Nach der WM 1994 war es das zweite Mal, dass ein Finale im Elfmeterschießen entschieden wurde.
- Zum ersten Mal erreichte mit Australien ein Team aus Ozeanien das Achtelfinale einer WM.
- Nach den Weltmeisterschaften von 1934, 1966 und 1982 war es das vierte Mal, dass die letzten vier Mannschaften im Wettbewerb europäische Mannschaften waren.
- Auch in der fünften Begegnung der Mannschaften Deutschlands und Italiens bei Weltmeisterschaften gelang es der deutschen Auswahl nicht, als Sieger vom Platz zu gehen. Hierbei ist bemerkenswert, dass die Spiele, bei denen Deutschland Heimrecht besaß, alle nach Ablauf der regulären Spielzeit 0:0 standen.
- Zum ersten Mal seit 1986 erzielten beide Finalgegner einen Treffer in der regulären Spielzeit. Dies war in der Zeit von 1930 bis 1986 stets der Fall. 1990 gewann Deutschland 1:0 gegen Argentinien, 1994 stand es 0:0 n. V. zwischen Brasilien und Italien, 1998 gewann Frankreich mit 3:0 gegen Brasilien, während Brasilien 2002 mit 2:0 gegen Deutschland gewann.
- Benito Armando Archundia aus Mexiko war der erste Schiedsrichter, der bei einer WM fünf Spiele (Brasilien – Kroatien, Frankreich – Südkorea, Tschechien – Italien, Schweiz – Ukraine und Deutschland – Italien) leitete.
- Horacio Marcelo Elizondo aus Argentinien war der erste Schiedsrichter in der WM-Geschichte, der sowohl das Eröffnungsspiel als auch das Finale pfiff.

## Torjägerliste
| Platz | Spieler                | Tore |
| ----- | ---------------------- | ---- |
| 1     | Miroslav Klose         | 5    |
| 2     | Hernán Crespo          | 3    |
|       | Thierry Henry          | 3    |
|       | Lukas Podolski         | 3    |
|       | Maxi Rodríguez         | 3    |
|       | Ronaldo                | 3    |
|       | Fernando Torres        | 3    |
|       | David Villa            | 3    |
|       | Zinédine Zidane        | 3    |
| 8     | Bartosz Bosacki        | 2    |
|       | Omar Bravo             | 2    |
|       | Tim Cahill             | 2    |
|       | Agustín Delgado        | 2    |
|       | Aruna Dindane          | 2    |
|       | Alexander Frei         | 2    |
|       | Steven Gerrard         | 2    |
|       | Maniche                | 2    |
|       | Marco Materazzi        | 2    |
|       | Tomáš Rosický          | 2    |
|       | Andrij Schewtschenko   | 2    |
|       | Bastian Schweinsteiger | 2    |
|       | Carlos Tenorio         | 2    |
|       | Luca Toni              | 2    |
|       | Patrick Vieira         | 2    |
|       | Paulo Wanchope         | 2    |

## Abschlusstabelle WM 2006
| Rang | Mannschaft             | Spiele | S | U | N | Tore | Tordifferenz | Punkte |
| ---- | ---------------------- | ------ | - | - | - | ---- | ------------ | ------ |
| 1    | Italien                | 7      | 5 | 2 | 0 | 12:2 | +10          | 17     |
| 2    | Frankreich             | 7      | 4 | 3 | 0 | 9:3  | +6           | 15     |
| 3    | Deutschland            | 7      | 5 | 1 | 1 | 14:6 | +8           | 16     |
| 4    | Portugal               | 7      | 4 | 1 | 2 | 7:5  | +2           | 13     |
| 5    | Brasilien              | 5      | 4 | 0 | 1 | 10:2 | +8           | 12     |
| 6    | Argentinien            | 5      | 3 | 2 | 0 | 11:3 | +8           | 11     |
| 7    | England                | 5      | 3 | 2 | 0 | 6:2  | +4           | 11     |
| 8    | Ukraine                | 5      | 2 | 1 | 2 | 5:7  | −2           | 7      |
| 9    | Spanien                | 4      | 3 | 0 | 1 | 9:4  | +5           | 9      |
| 10   | Schweiz                | 4      | 2 | 2 | 0 | 4:0  | +4           | 8      |
| 11   | Niederlande            | 4      | 2 | 1 | 1 | 3:2  | +1           | 7      |
| 12   | Ecuador                | 4      | 2 | 0 | 2 | 5:4  | +1           | 6      |
| 13   | Ghana                  | 4      | 2 | 0 | 2 | 4:6  | −2           | 6      |
| 14   | Schweden               | 4      | 1 | 2 | 1 | 3:4  | −1           | 5      |
| 15   | Mexiko                 | 4      | 1 | 1 | 2 | 5:5  | 0            | 4      |
| 16   | Australien             | 4      | 1 | 1 | 2 | 5:6  | −1           | 4      |
| 17   | Südkorea               | 3      | 1 | 1 | 1 | 3:4  | −1           | 4      |
| 18   | Paraguay               | 3      | 1 | 0 | 2 | 2:2  | 0            | 3      |
| 19   | Elfenbeinküste         | 3      | 1 | 0 | 2 | 5:6  | −1           | 3      |
| 20   | Tschechien             | 3      | 1 | 0 | 2 | 3:4  | −1           | 3      |
| 21   | Polen                  | 3      | 1 | 0 | 2 | 2:4  | −2           | 3      |
| 22   | Kroatien               | 3      | 0 | 2 | 1 | 2:3  | −1           | 2      |
| 23   | Angola                 | 3      | 0 | 2 | 1 | 1:2  | −1           | 2      |
| 24   | Tunesien               | 3      | 0 | 1 | 2 | 3:6  | −3           | 1      |
| 25   | Iran                   | 3      | 0 | 1 | 2 | 2:6  | −4           | 1      |
|      | USA                    | 3      | 0 | 1 | 2 | 2:6  | −4           | 1      |
| 27   | Trinidad und Tobago    | 3      | 0 | 1 | 2 | 0:4  | −4           | 1      |
| 28   | Japan                  | 3      | 0 | 1 | 2 | 2:7  | −5           | 1      |
|      | Saudi-Arabien          | 3      | 0 | 1 | 2 | 2:7  | −5           | 1      |
| 30   | Togo                   | 3      | 0 | 0 | 3 | 1:6  | −5           | 0      |
| 31   | Costa Rica             | 3      | 0 | 0 | 3 | 3:9  | −6           | 0      |
| 32   | Serbien und Montenegro | 3      | 0 | 0 | 3 | 2:10 | −8           | 0      |

Anmerkungen:
- Die Punkteangaben sind rein statistischer Natur und nur innerhalb der Ränge 5 bis 8, 9 bis 16 und 17 bis 32 maßgeblich. So ist die Ukraine mit 7 Punkten besser platziert als Spanien mit 9 Punkten, da die Ukraine das Viertelfinale erreichte, während Spanien im Achtelfinale ausschied.
- Entscheidungen nach Elfmeterschießen werden in dieser Statistik als Unentschieden gewertet.

## Spielerstatistik
Dass diese Weltmeisterschaft nicht ganz zu Unrecht als „Europameisterschaft“ (so augenzwinkernd Joachim Löw) bezeichnet werden kann, zeigt sich nicht nur an der sportlichen europäischen Dominanz (sämtliche Halbfinalisten waren europäische Mannschaften), sondern mehr noch an der Tatsache, dass ein überproportional hoher Anteil der beteiligten Spieler sein Geld in Europa verdiente:

Obwohl nur 14 der 32 Endrundenmannschaften (entsprechend 44 %) diesen Kontinent vertreten, spielten 525 der insgesamt 736 endgültig nominierten Kicker (gleich 71 %) bei einem europäischen Verein. Der größte Teil davon, nämlich 347 Spieler bzw. 47 % aller WM-Teilnehmer, konzentrierte sich auf die fünf Staaten, deren höchste Ligen gemeinhin als „die großen Fünf“ bezeichnet werden, also auf England (102 Spieler), Deutschland (75), Italien (61), Frankreich (59) und Spanien (50) – wobei die WM-Teilnehmer freilich nicht alle in der jeweils ersten Spielklasse unter Vertrag standen. Von den europäischen Verbänden, deren Nationalmannschaften sich nicht für dieses Turnier qualifizieren konnten, waren der türkische (12 Spieler bei dortigen Vereinen) und der schottische (11 Spieler) wenigstens noch "in Mannschaftsstärke" bei der WM 2006 vertreten.

Vereine aus Asien (knapp 12 %) und Nord-/Zentralamerika (unter 9 %) folgten mit deutlichem Abstand; Südamerika (5 %), Afrika (3 %) und Ozeanien (0,4 %) waren weit unterproportional vertreten.

Andererseits: Die 736 Spieler, die in Deutschland teilnahmen, repräsentierten Vereine aus insgesamt 51 Ländern, also rund einem Viertel der FIFA-Mitgliedsverbände.
Bei den 32 Mannschaftskadern war die Spannweite in der Frage, in welchem Umfang die Nominierten im eigenen Land unter Vertrag standen, gewaltig:
- Alle 23 Aufgebotenen spielten nur bei Italien und Saudi-Arabien in einem inländischen Klub; es folgten Deutschland, England (je 21 Spieler), Costa Rica, Mexiko (je 20) und die Ukraine (19).
- Kein einziger Spieler, der bei einem Verein im eigenen Land spielte, war bei der Elfenbeinküste und Togo zu finden; es folgten die Tschechische Republik und Australien (je 2), Argentinien und Brasilien (je 3) sowie Trinidad und Tobago, Ghana, Kroatien und Tunesien (je 4).
- Im Mittel aller 32 Teilnehmer standen 11 der 23 Spieler im eigenen Land unter Vertrag; die Nationalmannschaften der USA und Frankreichs entsprachen genau diesem Wert.

## Die in Deutschland meistgesehenen WM-Spiele
| Platz | Spiel                                      | Sender | Zuschauer in Mio. | Quote  |
| ----- | ------------------------------------------ | ------ | ----------------- | ------ |
| 1     | Deutschland – Italien (Halbfinale)         | ZDF    | 29,66             | 84,1 % |
| 2     | Italien – Frankreich (Finale)              | ARD    | 25,87             | 72,3 % |
| 3     | Deutschland – Argentinien (Viertelfinale)  | ARD    | 24,80             | 86,1 % |
| 4     | Deutschland – Portugal (Spiel um Platz 3)  | ZDF    | 23,92             | 76,0 % |
| 5     | Deutschland – Polen                        | ARD    | 23,85             | 72,5 % |
| 6     | Deutschland – Schweden (Achtelfinale)      | ZDF    | 22,38             | 86,3 % |
| 7     | Ecuador – Deutschland                      | ARD    | 21,27             | 82,2 % |
| 8     | Deutschland – Costa Rica (Eröffnungsspiel) | ZDF    | 20,13             | 75,7 % |
| 9     | Portugal – Frankreich (Halbfinale)         | ARD    | 15,33             | 53,3 % |
| 10    | Brasilien – Kroatien                       | ARD    | 15,16             | 52,3 % |
| 11    | Brasilien – Frankreich (Viertelfinale)     | ZDF    | 14,97             | 57,5 % |
| 12    | Portugal – Niederlande (Achtelfinale)      | RTL    | 14,71             | 48,3 % |

## Fortlaufende Rangliste
Die Niederländer erreichen erstmals eine Top-10-Platzierung.
| Rang | Mannschaft                                             | Teilnahmen | Spiele | Siege | Unentschieden | Niederlagen | Tore    | Tordifferenz | Punkte |
| ---- | ------------------------------------------------------ | ---------- | ------ | ----- | ------------- | ----------- | ------- | ------------ | ------ |
| 1    | Brasilien (=)                                          | 18         | 92     | 64    | 14            | 14          | 201:84  | +117         | 206    |
| 2    | Deutschland (=)                                        | 16         | 92     | 55    | 19            | 18          | 190:112 | +78          | 184    |
| 3    | Italien (=)                                            | 16         | 77     | 44    | 19            | 14          | 122:69  | +53          | 151    |
| 4    | Argentinien (=)                                        | 14         | 65     | 33    | 13            | 19          | 113:74  | +39          | 112    |
| 5    | England (=)                                            | 12         | 55     | 25    | 17            | 13          | 74:47   | +27          | 92     |
| 6    | Frankreich (=)                                         | 12         | 51     | 25    | 10            | 16          | 95:64   | +31          | 85     |
| 7    | Spanien (=)                                            | 12         | 49     | 22    | 12            | 15          | 80:57   | +23          | 78     |
| 8    | Schweden ↑2                                            | 11         | 46     | 16    | 13            | 17          | 74:69   | +5           | 61     |
| 9    | Niederlande ↑3                                         | 8          | 36     | 16    | 10            | 10          | 59:38   | +21          | 58     |
| 10   | Sowjetunion/ Russland ↓2                               | 9          | 37     | 17    | 6             | 14          | 64:44   | +20          | 57     |
| 11   | Jugoslawien/ BR Jugoslawien/ Serbien und Montenegro ↓2 | 10         | 40     | 16    | 8             | 16          | 62:56   | +6           | 56     |
| 12   | Uruguay ↓1                                             | 10         | 40     | 15    | 10            | 15          | 65:57   | +8           | 55     |
| 13   | Polen ↓1                                               | 7          | 31     | 15    | 5             | 11          | 44:40   | +4           | 50     |
| 14   | Ungarn ↓1                                              | 9          | 32     | 15    | 3             | 14          | 87:57   | +30          | 48     |
| 15   | Mexiko (=)                                             | 13         | 45     | 11    | 12            | 22          | 48:84   | −36          | 45     |
| 16   | Tschechoslowakei/ Tschechien ↑2                        | 9          | 33     | 12    | 5             | 16          | 47:49   | −2           | 41     |
| 17   | Österreich ↓1                                          | 7          | 29     | 12    | 4             | 13          | 43:47   | −4           | 40     |
| 18   | Belgien ↓1                                             | 11         | 36     | 10    | 9             | 17          | 46:63   | −17          | 39     |
| 19   | Portugal ↑4                                            | 4          | 19     | 11    | 1             | 7           | 32:21   | +11          | 34     |
| 20   | Rumänien ↓1                                            | 7          | 21     | 8     | 5             | 8           | 30:32   | −2           | 29     |
| 21   | Schweiz ↑3                                             | 8          | 26     | 8     | 5             | 13          | 37:51   | −14          | 29     |
| 22   | Chile ↓2                                               | 7          | 25     | 7     | 6             | 12          | 31:40   | −6           | 27     |
| 23   | Paraguay ↓1                                            | 7          | 22     | 6     | 7             | 9           | 27:36   | −9           | 25     |
| 24   | Dänemark ↓3                                            | 3          | 13     | 7     | 2             | 4           | 24:18   | +6           | 23     |
| 25   | Vereinigte Staaten (=)                                 | 8          | 25     | 6     | 3             | 16          | 27:51   | −24          | 21     |
| 26   | Kroatien ↑2                                            | 3          | 13     | 6     | 2             | 5           | 15:11   | +4           | 20     |
| 27   | Kamerun ↓1                                             | 5          | 17     | 4     | 7             | 6           | 15:29   | −14          | 19     |
| 28   | Schottland ↓1                                          | 8          | 23     | 4     | 7             | 12          | 25:41   | −16          | 19     |
| 29   | Südkorea ↑3                                            | 7          | 24     | 4     | 7             | 13          | 22:53   | −31          | 19     |
| 30   | Bulgarien ↓1                                           | 7          | 26     | 3     | 8             | 15          | 22:53   | −31          | 17     |
| 31   | Türkei ↓1                                              | 2          | 10     | 5     | 1             | 4           | 20:17   | +3           | 16     |
| 32   | Peru ↓1                                                | 4          | 13     | 4     | 3             | 8           | 19:31   | −12          | 15     |
| 33   | Irland (=)                                             | 3          | 13     | 2     | 8             | 3           | 10:10   | ±0           | 14     |
| 34   | Nordirland (=)                                         | 3          | 13     | 3     | 5             | 5           | 13:23   | −10          | 14     |
| 35   | Nigeria (=)                                            | 3          | 11     | 4     | 1             | 6           | 14:16   | −2           | 13     |
| 36   | Kolumbien (=)                                          | 4          | 13     | 3     | 2             | 8           | 14:23   | −9           | 11     |
| 37   | Marokko ↑1                                             | 4          | 13     | 2     | 4             | 7           | 12:18   | −6           | 10     |
| 38   | Costa Rica ↓1                                          | 3          | 10     | 3     | 1             | 6           | 12:21   | −9           | 10     |
| 39   | Ecuador ↑12                                            | 2          | 7      | 3     | 0             | 4           | 7:8     | −1           | 9      |
| 40   | Norwegen ↓1                                            | 3          | 8      | 2     | 3             | 3           | 7:8     | −1           | 9      |
| 41   | Senegal ↓1                                             | 1          | 5      | 2     | 2             | 1           | 7:6     | +1           | 8      |
| 42   | DDR ↓1                                                 | 1          | 6      | 2     | 2             | 2           | 5:5     | ±0           | 8      |
| 43   | Japan ↓1                                               | 3          | 10     | 2     | 2             | 6           | 8:14    | −6           | 8      |
| 44   | Saudi-Arabien (=)                                      | 4          | 13     | 2     | 2             | 9           | 9:32    | −23          | 8      |
| 45   | Ukraine (N)                                            | 1          | 5      | 2     | 1             | 2           | 5:7     | −2           | 7      |
| 46   | Algerien ↓3                                            | 2          | 6      | 2     | 1             | 3           | 6:10    | −4           | 7      |
| 47   | Tunesien (=)                                           | 4          | 12     | 1     | 4             | 7           | 8:17    | −9           | 7      |
| 48   | Wales ↓3                                               | 1          | 5      | 1     | 3             | 1           | 4:4     | ±0           | 6      |
| 49   | Ghana (N)                                              | 1          | 4      | 2     | 0             | 2           | 4:6     | −2           | 6      |
| 50   | Südafrika ↓4                                           | 2          | 6      | 1     | 3             | 2           | 8:11    | −3           | 6      |
| 51   | Australien ↑6                                          | 2          | 7      | 1     | 2             | 4           | 5:11    | −6           | 5      |
| 52   | Iran ↓2                                                | 3          | 9      | 1     | 2             | 6           | 6:18    | −12          | 5      |
| 53   | Nordkorea ↓5                                           | 1          | 4      | 1     | 1             | 2           | 5:9     | −2           | 4      |
| 54   | Kuba ↓5                                                | 1          | 3      | 1     | 1             | 1           | 5:12    | −7           | 4      |
| 55   | Elfenbeinküste (N)                                     | 1          | 3      | 1     | 0             | 2           | 5:6     | −1           | 3      |
| 56   | Jamaika↓4                                              | 1          | 3      | 1     | 0             | 2           | 3:9     | −6           | 3      |
| 57   | Honduras ↓4                                            | 1          | 3      | 0     | 2             | 1           | 2:3     | −1           | 2      |
| 58   | Angola (N)                                             | 1          | 3      | 0     | 2             | 1           | 1:2     | −1           | 2      |
| 59   | Israel ↓5                                              | 1          | 3      | 0     | 2             | 1           | 1:3     | −2           | 2      |
| 60   | Ägypten ↓5                                             | 2          | 4      | 0     | 2             | 2           | 3:6     | −3           | 2      |
| 61   | Kuwait ↓5                                              | 1          | 3      | 0     | 1             | 2           | 2:6     | −4           | 1      |
| 62   | Trinidad und Tobago (N)                                | 1          | 3      | 0     | 1             | 2           | 0:4     | −4           | 1      |
| 63   | Bolivien ↓5                                            | 3          | 5      | 0     | 1             | 4           | 1:20    | −19          | 1      |
| 64   | Irak ↓5                                                | 1          | 3      | 0     | 0             | 3           | 1:4     | −3           | 0      |
| 65   | Slowenien ↓5                                           | 1          | 3      | 0     | 0             | 3           | 2:7     | −5           | 0      |
| 66   | Togo (N)                                               | 1          | 3      | 0     | 0             | 3           | 1:6     | −5           | 0      |
| 67   | Kanada ↓6                                              | 1          | 3      | 0     | 0             | 3           | 0:5     | −5           | 0      |
| 68   | Niederländisch-Indien ↓6                               | 1          | 1      | 0     | 0             | 1           | 0:6     | −6           | 0      |
| 69   | Vereinigte Arabische Emirate ↓6                        | 1          | 3      | 0     | 0             | 3           | 2:11    | −9           | 0      |
| 70   | Volksrepublik China ↓6                                 | 1          | 3      | 0     | 0             | 3           | 0:9     | −9           | 0      |
| 71   | Neuseeland ↓6                                          | 1          | 3      | 0     | 0             | 3           | 2:12    | −10          | 0      |
| 72   | Griechenland ↓6                                        | 1          | 3      | 0     | 0             | 3           | 0:10    | −10          | 0      |
| 73   | Haiti ↓6                                               | 1          | 3      | 0     | 0             | 3           | 2:14    | −12          | 0      |
| 74   | Zaire ↓6                                               | 1          | 3      | 0     | 0             | 3           | 0:14    | −14          | 0      |
| 75   | El Salvador ↓6                                         | 2          | 3      | 0     | 0             | 6           | 1:22    | −21          | 0      |

- Anmerkung: Kursiv gesetzte Mannschaften waren 2006 nicht dabei, die fett gesetzte Mannschaft gewann das Turnier

## WM-Städte-Check
Die internationale Studentenorganisation AIESEC führte unter der Führung des Leipziger Lokalkomitees eine repräsentative Umfrage in allen WM-Städten während der Vorrunde durch. Die Studierenden befragten fast 4000 WM-Gäste nach ihrer Einschätzung der Spiel-Städte. Die Studie wurde wissenschaftlich begleitet vom Lehrstuhl Marketing der Universität Leipzig.
Es wurden insgesamt 18 Fragen zu den Themen: Shopping, Sauberkeit, Party, WM-Events, Essen, Volunteers, Tradition, Moderne, Übernachtung, Wiederkommen, Architektur, Erholsamkeit, Freundlichkeit, Sicherheit, WM-Stimmung, Organisation der Spiele, ÖPNV und Orientierung gestellt. Die Summe der einzelnen maximal 180 Punkte ergibt folgende Reihenfolge:
| Platz | WM-Stadt            | Punkte (max. 180) |
| ----- | ------------------- | ----------------- |
| 1     | Berlin              | 150,18            |
| 2     | München             | 148,29            |
| 3     | Hamburg             | 144,69            |
| 4     | Nürnberg *          | 143,24            |
| 5     | Kaiserslautern      | 142,66            |
| 6     | Gelsenkirchen       | 142,01            |
| 7     | Hannover *          | 141,82            |
| 8     | Stuttgart           | 141,21            |
| 9     | Leipzig *           | 141,09            |
| 10    | Köln *              | 139,66            |
| 11    | Frankfurt am Main * | 136,37            |
| 12    | Dortmund            | 135,16            |

Erstaunlich ist, dass die mit * markierten Städte, die bereits Erfahrungen aus dem FIFA-Konföderationen-Pokal 2005 sammeln konnten, bis auf Nürnberg, relativ schlecht abgeschnitten haben.